# Stronsay Airport
Stronsay Airport är en flygplats i Storbritannien.   Den ligger i kommunen Orkneyöarna och riksdelen Skottland, i den norra delen av landet, 900 km norr om huvudstaden London. Stronsay Airport ligger 10 meter över havet. Den ligger på ön Stronsay.
Terrängen runt Stronsay Airport är platt.